# Trioza mesembrina
Trioza mesembrina är en insektsart som beskrevs av Burckhardt 1986. Trioza mesembrina ingår i släktet Trioza och familjen spetsbladloppor. Inga underarter finns listade i Catalogue of Life.